# Krasnodar (vùng)
Krasnodar Krai (tiếng Nga: Краснода́рский край, chuyển tự: Krasnodarsky kray, IPA: [krəsnɐˈdarskʲɪj kraj] là một chủ thể liên bang của Nga (một vùng). Trung tâm hành chính là thành phố Krasnodar. Dân số: 5.226.647 người (điều tra dân số năm 2010).

## Địa lý
Krasnodar Krai bao gồm phần phía tây của Predkavkaz'ye, và một phần của sườn phía bắc của Kavkaz. Ranh giới vùng Krasnodar, theo chiều kim đồng hồ từ phía tây, Ukraina mà từ đó nó được phân cách bởi eo biển Kerch và biển Azov-tỉnh Rostov của Nga, vùng Stavropol, và Karachay-Cherkessia, và nước cộng hòa ly khai Abkhazia của Gruzia. Lãnh thổ vùng hoàn toàn bao quanh Cộng hòa Adygea. Biên giới phía nam của vùng Krasnodar được hình thành bởi những gì còn lại của bờ Biển Đen của Nga, với các cảng quan trọng nhất (Novorossiysk) và khu nghỉ mát (Sochi) trong phần này của đất nước.
Về mặt địa lý, khu vực được phân chia bằng sông Kuban thành hai phần riêng biệt. Phía Nam, hướng ra biển thứ ba (Circassia) là cực tây của dãy Kavkaz, nằm trong vùng sinh thái rừng Krym cận Địa Trung Hải phức tạp, khí hậu Địa Trung Hải hoặc, ở phía đông nam, cận nhiệt đới. Phía bắc hai phần ba nằm trên Steppe Pontic và chia sẻ các mô hình khí hậu lục địa. Các hồ lớn nhất là hồ Abrau trong khu vực làm rượu vang Abrau-Dyurso.
Các dân tộc: theo điều tra dân số Nga 2010:
| Dân số    | Dân tộc       | Tỷ lệ phần trăm trong tổng dân số |
| --------- | ------------- | --------------------------------- |
| 4.522.962 | Người Nga     | 88,3%                             |
| 281.680   | Người Armenia | 5,5%                              |
| 83.746    | Người Ukraina | 1,6%                              |
| 22.595    | Người Hy Lạp  | 0,4%                              |
| 16.890    | Người Belarus | 0,3%                              |
| 24.840    | Người Tatar   | 0,5%                              |
| 17.826    | Người Gruzia  | 0,3%                              |
| 12.171    | Người Đức     | 0,2%                              |
| 13.834    | Người Adyghe  | 0,3%                              |
| 12.920    | Người Digan   | 0,3%                              |
| 10.165    | Người Azeris  | 0,2%                              |
| 8.527     | Người Turk    | 0.3%                              |
| 5.170     | Người Moldova | 0.1%                              |
| 3.764     | Người Assyria | 0,1%                              |
| 79.768    | Dân tộc khác  | 1,5%                              |

## Liên kết
- Official website of Krasnodar Krai Lưu trữ ngày 30 tháng 11 năm 2012 tại Wayback Machine (tiếng Nga)
- News and events of Krasnodar Krai Lưu trữ ngày 7 tháng 2 năm 2012 tại Wayback Machine
- Krasnodar Photographs Lưu trữ ngày 5 tháng 12 năm 2012 tại archive.today